# پتوکی
پتوکی (به انگلیسی: Pattoki) یک شهر در پاکستان است که در ناحیه قصور واقع شده‌است. پتوکی ۲۸۰ کیلومتر مربع مساحت و ۱٬۱۳۴٬۲۳۶ نفر جمعیت دارد و ۱۸۶ متر بالاتر از سطح دریا واقع شده‌است.